# Huisseau-en-Beauce
Huisseau-en-Beauce är en kommun i departementet Loir-et-Cher i regionen Centre-Val de Loire i de centrala delarna av Frankrike. Kommunen ligger i kantonen Saint-Amand-Longpré som tillhör arrondissementet Vendôme. År 2022 hade Huisseau-en-Beauce 410 invånare.

## Befolkningsutveckling
Antalet invånare i kommunen Huisseau-en-Beauce
| Referens: INSEE |